# Tornado Jockey
Tornado Jockey — видеоигра в жанре аркада, разработанная компанией AWS и изданная компанией WildTangent в 2005 году.

## Игровой процесс
Цель игры — управляя торнадо разрушать определённые цели (отмечены красным на карте). На месте разрушенных объектов появляются маленькие смерчи, поглощая которые заполняется шкала уровня силы.
Торнадо растёт во время игры от уровня F0 до F5, чем он сильнее, тем большее объектов он может нести и бросать (6 объектов максимум). Можно усиливаться с помощью огня (наносимые повреждения увеличиваются вдвое), ледяного шторма (радиус поражения увеличивается вдвое), электричества (можно бить молниями), воды (можно устроить наводнение). Также есть специальные объекты: боевая ракета, ядерный реактор и огромный шар для боулинга, которым можно сбить постройки, похожие на кегли (даётся вторая попытка, если не удалось с первого раза выбить страйк).
Действиям игрока будут всячески препятствовать люди с помощью различной техники. На помощь игроку могут прийти инопланетяне и Годзилла (отмечены оранжевым на карте).
Игра в целом была принята хорошо, несмотря на замечания по поводу нехватки игрового времени (6 минут на каждой карте) и невозможности добавления новых карт.
Уровни:
- Prairie — посёлок (фермы; помощник — НЛО; уникальный объект — шар для боулинга)
- Small Town — маленький город (фермы и дома, военная база; помощник — НЛО; уникальный объект — боевая ракета)
- Suburbs — пригород (много домов, парк развлечений)
- Super Highway — автострада высшего класса (много автомобилей и дорог, аэропорт)
- Industrial Park — промышленная зона (промышленные здания, корабли, атомная электростанция); помощник — Годзилла; уникальный объект — ядерный реактор)
- Big City — большой город (многоэтажные дома, небоскрёбы, парк развлечений, стадион); помощник — Годзилла)

Враги
- Автомобиль — сбрасывает антивихревые бомбы («черепашки»), которые, будучи захвачены смерчем, взорвутся внутри него
- Кукурузник — распыляет густые облака пены, замедляющие смерч
- Полицейский вертолёт — разведчик, докладывает о месте нахождения смерча
- Лазерная пушка (наземная и передвижная) — останавливает смерч
- Танк — стреляет пеной, замедляющей смерч
- Вертолёт F-Killer — стреляет ракетами, временно снижающими уровень смерча на 2 единицы
- Радиолокационный бомбардировщик — сбрасывает грузы, создающие вакуум, сильно повреждающий смерч